# ميغيل كابريرا كابريرا
ميغيل كابريرا كابريرا (بالإسبانية: Miguel Cabrera Cabrera)‏ هو مهندس معماري وسياسي إسباني، ولد في 1948 في كناريا الكبرى في إسبانيا. انتخب Member of the Parliament of the Canary Islands ‏ وانتخب عضو مجلس الشيوخ الإسباني ‏.